# Labarthe-Inard
Labarthe-Inard is een gemeente in het Franse departement Haute-Garonne (regio Occitanie) en telt 826 inwoners (2005). De plaats maakt deel uit van het arrondissement Saint-Gaudens.

## Geografie
De oppervlakte van Labarthe-Inard bedraagt 10,0 km², de bevolkingsdichtheid is 82,6 inwoners per km².

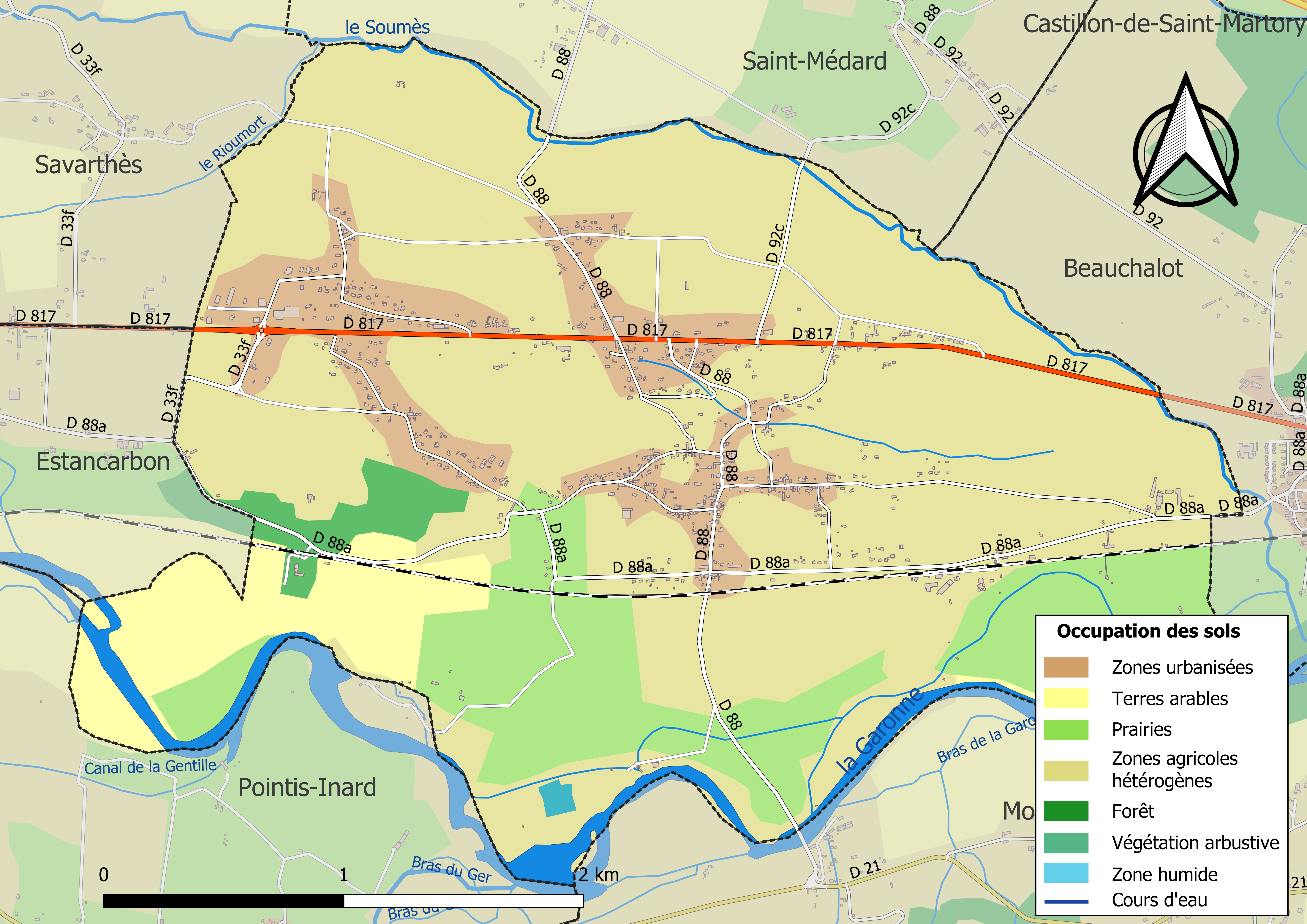
Kaart van de gemeente met de belangrijkste infrastructuur, bodemgebruik en omliggende gemeenten

## Verkeer en vervoer
In de gemeente ligt spoorwegstation Labarthe-Inard.

## Demografie
Onderstaande figuur toont het verloop van het inwonertal (bron: INSEE-tellingen).